# Je ne suis pas un homme facile
Pour plus de détails, voir Fiche technique et Distribution.
Je ne suis pas un homme facile est un film français réalisé par Éléonore Pourriat et sorti en 2018 sur Netflix.

## Synopsis
À la suite d'un choc, Damien, homme macho et misogyne voit son monde s'inverser : il se retrouve dans une société matriarcale où les hommes sont dominés par les femmes et où il perd rapidement son emploi. Il y découvre un cadre différent pour les relations sexuelles et sentimentales. Il tentera de concilier un début de révolte « masculiste » et son attrait pour une célèbre écrivaine, Alexandra.

## Fiche technique
- Titre original : Je ne suis pas un homme facile
- Titre international anglais : I Am Not an Easy Man
- Réalisation : Éléonore Pourriat
- Scénario : Éléonore Pourriat, avec la collaboration d'Ariane Fert
- Photographie : Pénélope Pourriat
- Musique : Fred Avril
- Montage : Élise Fievet
- Décors : Philippe Hezard
- Costumes : Laurence Forgue Lockhart et Alice Cambournac
- Production : Éléonore Dailly et Édouard de Lachomette
- Sociétés de production : Autopilot Entertainment, Film Invaders, LOVEMYTV, MademoiselleFilms
- Société de distribution : Netflix
- Pays d'origine :  France
- Langue originale : français
- Genre : comédie
- Durée : 98 minutes (1 h 38)
- Date de sortie : 12 avril 2018 (sortie internationale sur Netflix)

## Distribution
- Vincent Elbaz : Damien
- Marie-Sophie Ferdane : Alexandra Lamour
- Pierre Bénézit : Christophe
- Blanche Gardin : Sybille
- Céline Menville : Lolo
- Christèle Tual : Annie
- Rémi Gérard : Samuel
- Olivier Pajot : le père de Damien
- Éléonore Pourriat : la psy de Damien
- Atmen Kelif : Marco, le boss de Damien
- Fredouille Lopez : l'homme de ménage
- Jeanne Ferron : la mère de Damien
- Jules Sagot : l'homme dans La Méprise (parodie du Mépris)
- Gaëla Le Devehat : la femme dans La Méprise
- Thibault Vinçon : le leader du mouvement « Nichons-nous partout »
- Niseema Theillaud (créditée Niseema) : Brigitte Magre
- Jean-Claude Tran : monsieur Magre
- Moon Dailly : la coach de boxe d'Alexandra
- Juliette Plumecocq-Mech : la borgne

## Réception
Étienne Sorin, dans Le Figaro, déplore une « comédie inégale » et conventionnelle. De son côté, Arièle Bonte, sur RTL, conseille la vision du film pour, notamment, le sujet dérangeant susceptible de faire évoluer les mentalités et la qualité « époustouflante » de l'interprétation de Marie-Sophie Ferdane.

## Commentaires
Il s'agit du premier film Netflix en langue française.
En transformant un modèle patriarcal en modèle matriarcal, le film développe un message féministe pour interroger les stéréotypes.